# استفتاء القرم 2014
في 16 مارس 2014 جرى استفتاء في القرم على انضمام جمهورية الحكم الذاتي في القرم من أوكرانيا إلى روسيا الاتحادية وتحولها إلى جمهورية القرم. أثناء أزمة القرم 2014 التي نشبت في الإقليم بعد الثورة الأوكرانية 2014، وفي 6 مارس صوت أعضاء المجلس الأعلى للجمهورية ذاتية الحكم على الانفصال رسميًا عن أوكرانيا والانضمام إلى روسيا الاتحادية. الحكومة الأوكرانية، وتتار القرم، وعدد من الدول ترى أن الاستفتاء الذي تجريه السلطات القرمية غير دستوري وغير شرعي. في اليوم التالي للاستفتاء وافق الرئيس الروسي فلاديمير بوتين على مشروع معاهدة ضم جمهورية القرم إلى الاتحاد الروسي.

## خلفية

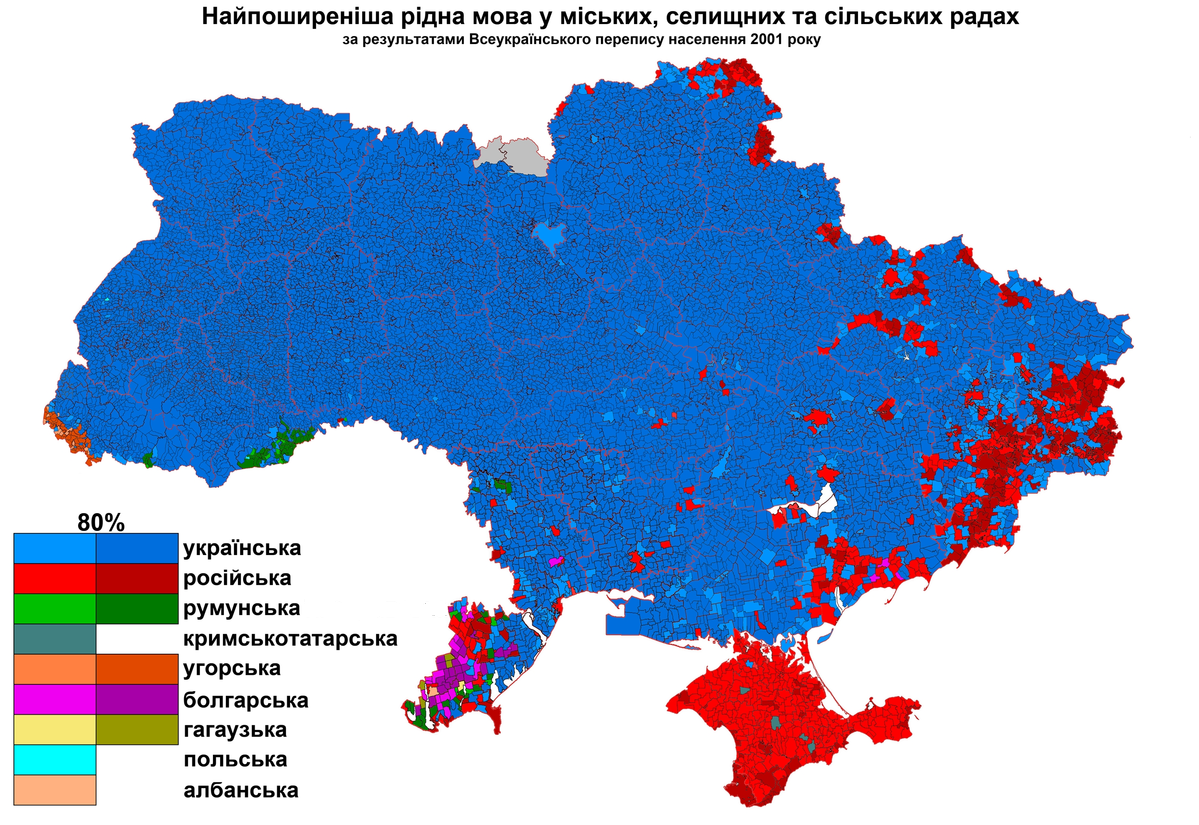
خريطة تظهر توزيع اللغات الأم في المناطق الحضرية والريفية في كل أوكرانيا وفق إحصاء 2001، الروسية باللون الأحمر تسود في القرم.

كان أوبلاست القرم تقسيمًا إداريًا تابعًا للجمهورية الاشتراكية الاتحادية السوفيتية الروسية حتى 1954 إذ نقل إلى تبعية الجمهورية الاشتراكية السوفيتية الأوكرانية. أصبحت القرم جزءًا من أوكرانيا المستقلة بعد تفكك الاتحاد السوفيتي، وذلك بعد مدة قصيرة من حصول القرم مجددًا على حق الحكم الذاتي بعد استفتاء 1991. ألغى الرئيس الأوكراني ليونيد كوتشما الدستور القرمي ومنصب رئيس القرم في 1995. وأصبح للقرم دستور جديد في 1998، أتاح الدستور الجديد حدودًا أقل في الحكم الذاتي؛ فأصبح بإمكان المجلس الأعلى الأوكراني حق نقض أي تشريع يصدر عن المجلس الأعلى القرمي.
في استفتاء أجراه معهد كييف الدولي لعلم الاجتماع في فبراير 2014، ظهر أن 41% من المصوتين يريدون أن تتحد أوكرانيا مع روسيا. في 2013، كانت نسبة القرميين الذين لهم الرأي نفسه 35.9%. 77% من القرميين و94% من سكان سيفاستوبول هم متحدثين أصليين للغة الروسية. الاستفتاءات التي تجريها مؤسسات مؤيدة لروسيا تظهر أن إعادة التوحد مع روسيا الاتحادية يدعمها 75% من السكان.
وفقًا للإحصاء السكاني الأوكراني الذي أجري في 2001، فإن 58% من سكان القرم هم روس إثنيون، و24.4% أوكرانيون و12.1% تتريون قرميون. جميع التتار رُحلوا عن القرم وقُتل الكثير منهم في مايو 1944 بأوامر من جوزيف ستالين. بعد 1991 فقط، أصبح بإمكان تتار القرم العودة إلى موطنهم بأعداد كبيرة.
أساسًا، كان الاستفتاء حول وضع القرم بصفتها جزء من أوكرانيا وكان من المقرر عقده في 25 مايو 2014، لكنه قُدم إلى 30 مارس. وافق المجلس الأعلى القرمي على الاستفتاء في 27 فبراير 2014 لكن مفوضية الانتخابات المركزية الأوكرانية رفضت الاستفتاء قائلة أن السلطات القرمية ليس لها الصلاحية القانونية لإجرائه. وحول موضوع الاستفتاء الابتدائي، قالت صحيفة الديلي تلغراف في 27 فبراير 2014 أنه «يبدو حول حكم ذاتي أكبر ضمن أوكرانيا أكثر منه استقلالًا كاملًا.»
في 4 مارس 2014 ألغت محكمة إدارة المقاطعات في كييف قرار المجلس المتعلق بالتصويت بعدم الثقة في مجلس وزراء القرم وتعيين سيرجي أكسينوف رئيسًا لمجلس وزراء القرم، وأعلنت المحكمة عدم قانونية تنظيم وإجراء استفتاء محلي حول تطوير وضع الحكم الذاتي.
في 6 مارس 2014 الرئيس المؤقت ترشينوف أعلن «بموجب السلطة المخولة إلي، أوقفت قرار البرلمان القرمي. المجلس الأعلى الأوكراني سيبدأ إجراءات حل برلمان جمهورية القرم ذاتية الحكم. سنحمي حصانة الأراضي الأوكراني.» في اليوم نفسه، صوت البرلمان القرمي على تقديم موعد الاستفتاء إلى 16 مارس.
وفقًا للمادة الثالثة من قانون أوكرانيا حول "استفتاء كل أوكرانيا"، "التغييرات في الأراضي يمكن الموافقة عليها عبر استفتاءات لكل أوكرانيا. وصرحت مفوضية الانتخابات المركزية الأوكرانية أنه لا توجد احتمالات تشريعية، وفقًا لتشريعات أوكرانيا، لإجراء تغييرات من هذا النوع.

## ردود الفعل

### داخل أوكرانيا
قال الرئيس الأوكراني المؤقت ألكسندر ترشينوف «إنه ليس استفتاءً..إنه مسرحية هزلية ودجل وجريمة ضد الدولة ينظمها جيش روسيا الاتحادية».

## ما بعد الاستفتاء
في 17 مارس، وافق الرئيس الروسي فلاديمير بوتين على مشروع معاهدة لانضمام جمهورية القرم إلى روسيا الاتحادية.

## مقالات ذات صلة
- جمهورية القرم
- جمهورية الحكم الذاتي في القرم
- القرم (شبه جزيرة)

## وصلات خارجية
- الموقع الرسمي للاستفتاء
- موقع غير رسمي للاستفتاء